# Mukia
Mukia é um género botânico pertencente à família Cucurbitaceae.

## Espécies
| - Mukia althaeoides - Mukia celebica - Mukia javanica - Mukia leiosperma | - Mukia maderaspatana - Mukia micrantha - Mukia rottleri - Mukia scabrella |

1. ↑  «Mukia — World Flora Online». www.worldfloraonline.org. Consultado em 19 de agosto de 2020